# ピット (考古学)

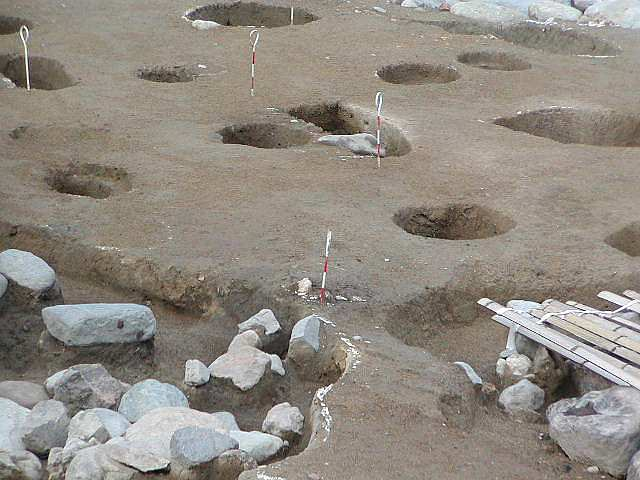
石川県江沼郡山中町（現加賀市）九谷Ａ遺跡の発掘調査区内に広がるピット。（2005年4月）

ピット（英語；pit）とは、考古学用語、もしくは発掘調査現場において小さな穴や細い穴状の遺構を呼称する場合の総称である。

## 意味と用法
一般的には、建物の柱穴などで想起される樹木の幹程度の大きさの穴を指すが、性格のわからない穴、獲物を捕らえるための落とし穴や炊事などを行った穴としての機能を持つ遺構（Tピット、ファイアーピットなど）、直径1メートル程度の小さな土坑（どこう）もピットのカテゴリーに含んで呼ぶ場合がある。柱穴など用途が判明した場合は、そのピットのことを「柱穴」と呼んだり性格の判明した名称で呼ぶが、性格がはっきりしない穴はピットと包括的に呼称される。
なお、英語では、竪穴建物のことを pit-house, pit-dwelling と呼ぶことから本来はかなり規模の大きい穴をも示す用語であるが、日本では、直径1メートルを超える大きな穴は、土坑と包括的に総称する。ピットと土坑は、大きさに関して漠然と区別しており、井戸跡のような直径数メートルにおよぶ穴は、性格の判然としない場合に「土坑」と呼び、ピットとは呼ばれないのが普通である。

## ピットと呼ばれる遺構の種類
1. 竪穴建物跡の柱穴
2. 竪穴建物跡の内部に見られる柱穴以外の小さな穴
3. 掘立柱建物跡の柱穴
4. 直径1メートル程度の小さな土坑
5. 柵列などを構成する小さな穴
6. 建造物の一部と推察される小さな穴
7. 性格の判明しない小さな穴
8. 現場監督を行なっている調査員、調査担当者が作業員に小さな穴のことを指して指示する場合の用語（用途が判明している場合も含む）。また、同じ遺構でも調査員、調査担当者の判断によって「土坑」と呼ばれる場合もある。

e.g.「そのピットを半分掘って（半裁して）ください。」「ピットの断面図を作ってください。」など。